# 931 Whittemora
931 Whittemora è un asteroide della fascia principale del diametro medio di circa 45,27 km. Scoperto nel 1920, presenta un'orbita caratterizzata da un semiasse maggiore pari a 3,1811332 UA e da un'eccentricità di 0,2247181, inclinata di 11,46208° rispetto all'eclittica.
Il suo nome è in onore del fisico statunitense Thomas Edward Whittemore.